# Samuel Hahnemann
Christian Friedrich Samuel Hahnemann (n. 10 aprilie 1755, Meißen, Principatul Saxoniei, Sfântul Imperiu Roman – d. 2 iulie 1843, Paris, Île-de-France, Franța) a fost medic, scriitor și traducător german, creatorul homeopatiei.

## Biografie
S-a născut la Meißen, Saxonia ca urmaș al unor artiști ai porțelanului care de generații lucrau la celebra manufactură din orașul natal. După absolvirea școlii municipale, obține o bursă la școala princiară St. Afra din Meißen.
Încă de tânăr, dovedește o înclinație deosebită pentru limbile străine. Pe la 12 ani stăpânea engleza, franceza, italiana, greaca, latina. Își câștiga existența făcând traduceri și predând aceste limbi. Mai târziu, avea să stăpânească și araba, siriana, ebraica și caldeeana.
Hahnemann a studiat medicina doi ani la Leipzig și zece luni la Viena.
În octombrie 1777, baronul Samuel von Brukenthal îi oferă un post de bibliotecar și de medic personal. Hahnemann îl urmează pe Brukenthal la Sibiu (pe atunci, Hermannstadt), unde rămâne doi ani. În această perioadă (16 octombrie 1777), este admis în cadrul francmasoneriei fiind inițiat în Loja St. Andreas din Sibiu, iar în 1817, medicul a fost numit membru al lojii masonice Minerva zu den drei Palmen din Leipzig.